# Joseph Caillaux
Joseph Marie Auguste Caillaux, född 30 mars 1863 och död 22 november 1944, var en fransk politiker, son till Eugène Caillaux.
Calliaux var finansinspektör 1888, finansminister i Waldeck-Rousseaus ministär 1899-1902, därefter i ministärerna Clemenceau och Monis 1911. Bland de olika reformer han genomförde märks i första rummet införande av inkomstskatt. Till en början progressist, orienterade sig Cailliaux alltmer mot radikalismen och blev efter ministären Monis fall själv konseljpresident och innehavare av inrikesministerportföljen 1911. Vid denna tidpunkt inträffade Agadirkrisen. 
Caillaux försökte uppnå en fredlig lösning av konflikten, men detta utan förmedling av sitt lands officiella representanter. Den fransk-tyska konventionen av den 4 november 1911 ratificerades av deputeradekammaren, men sedan den upptagits till behandling av senatsutskottet, där Clemenceau riktade flera frågor till utrikesministern, i avsikt att avslöja Caillaux metod att underhandla med Tyskland på inofficiell väg, lämnade utrikesministern de Selves in sin avskedsansökan, vilket ledde till hela ministärens avgång 11 januari 1912. 
Efter att ha blivit partiledare för radikala partiet presiderade Caillaux vid partikongressen i Pau, och blev på nytt finansminister i Doumergues ministär 1913. Tidningen Le Figaro började då en hätsk presskampanj mot honom. För att förhindra offentliggörandet av en del intima brev sköt hans hustru Henriette Caillaux redaktören för Le Figaro, Gaston Calmette, till döds den 16 mars 1914, men blev i domstolen frikänd, sedan Caillaux med stor temperamentsfullhet försvarat hennes sak. Caillaux inlämnade samtidigt sin avskedsansökan som regeringsmedlem. Under kriget innahde Caillaux först posten som payeur général aux armées, men sändes därefter på offentligt uppdrag till Sydamerika (1914) och Italien (1917), varvid han öppet förklarade sig som anhängare av en skyndsam fred. 
Besluten att förfölja varje undfallenhetspolitik, begärde och erhöll Clemenceau 1917 upphävandet av Caillaux politiska immunitet. 4 januari 1918 arresterades Caillaux, anklagad för samförstånd med fienden. Efter långa och hetsiga debatter dömdes Caillaux 23 april 1920 till 3 års fängelse och förlust av politiska rättigheter under 10 år. Eftersom han redan länge hållits i förvaringsfängelse, lössläpptes han och återvände till Mamers, där han skrev sina bägge böcker, Devant l'historie. Mes prisons (1921) och Où va la France! Où va ll'Europe (1922). 
Sedan han 1924 fått amnesti, erhöll han i april 1925 av Painlevé erbjudande att ingå i dennes ministär som finansminister. Caillaux sökte nu återupprätta Frankrikes finansiella läge och grep sig an med problemet om de interallierade skulderna, för vilkas reglering han sammanträffade i London med Churchill och i Washington med USA:s skuldkommission samt slöt ett preliminärt fördrag angående reglering av den franska skulden till USA. Som motståndare till den av socialisterna inom vänsterkartellen förordade kapitalskatten lämnade Caillaux regeringen 1925. 
Ånyo vald till senator, ingick Caillaux efter en ny ministerkris i juni 1926 som finansminister i Briands ministär men störtades liksom hela regeringen i juli samma år, då Édouard Herriot lyckades stjälpa Caillaux förslag att åt regeringen till höstsessionen överlåta en hart när diktatorisk myndighet, enligt Caillaux enda möjligheten att rädda statens finanser. Sedan Raymond Poincaré dagarna därefter bildade sin nationella samförståndsregering, ägnade Caillaux att i tal och skrift angripa den, dock utan nämnvärd framgång. Hösten 1928 lyckades han dock på den radikala kongressen i Tours åstadkomma en omsvängning i partiets hållning, vilket föranledde partiets ministrars avgång ur ministären.